# Cantó d'Échirolles-Oest
El cantó d'Échirolles-Oest era una divisió administrativa francesa del departament de la Isèra, situat al districte de Grenoble. Compta amb part del d'Échirolles. Va existir de 1985 a 2015.

## Municipis
- Échirolles (part)

## Història
| Data d'elecció | Identitat         | Partit | Qualitat |
| -------------- | ----------------- | ------ | -------- |
| 1985-1993      | Gilbert Biessi    | PCF    |          |
| 1993-2008      | Renzo Sulli       | PCF    |          |
| 2008-2011      | Guy Rouveyre      | PCF    |          |
| 2011-2015      | Élisabeth Legrand | PCF    |          |

| 1962 | 1968 | 1975 | 1982 | 1990 | 1999   | 2007   |
| ---- | ---- | ---- | ---- | ---- | ------ | ------ |
| -    | -    | -    | -    | -    | 19.069 | 21.495 |